# Utricularia jobsonii
Utricularia jobsonii — вид рослин із родини пухирникових (Lentibulariaceae).

## Середовище проживання
Цей вид відомий з невеликої кількості місцевостей в районі Залізного хребта Кейп-Йорк, Австралія.
Представник сезонно затоплюваної рослинності тропічних пустищ на піщаних субстратах; на висотах від 300 до 600 метрів.